# Manolache Costache Epureanu
Manolache Costache Epureanu (Bârlad, 22 agosto 1820 – Wiesbaden, 7 settembre 1880) è stato un politico rumeno, esponente del partito conservatore due volte primo ministro della Romania dal 1º maggio al 26 dicembre 1870 e dal 6 maggio al 5 agosto 1876.